# Kristína Svarinská

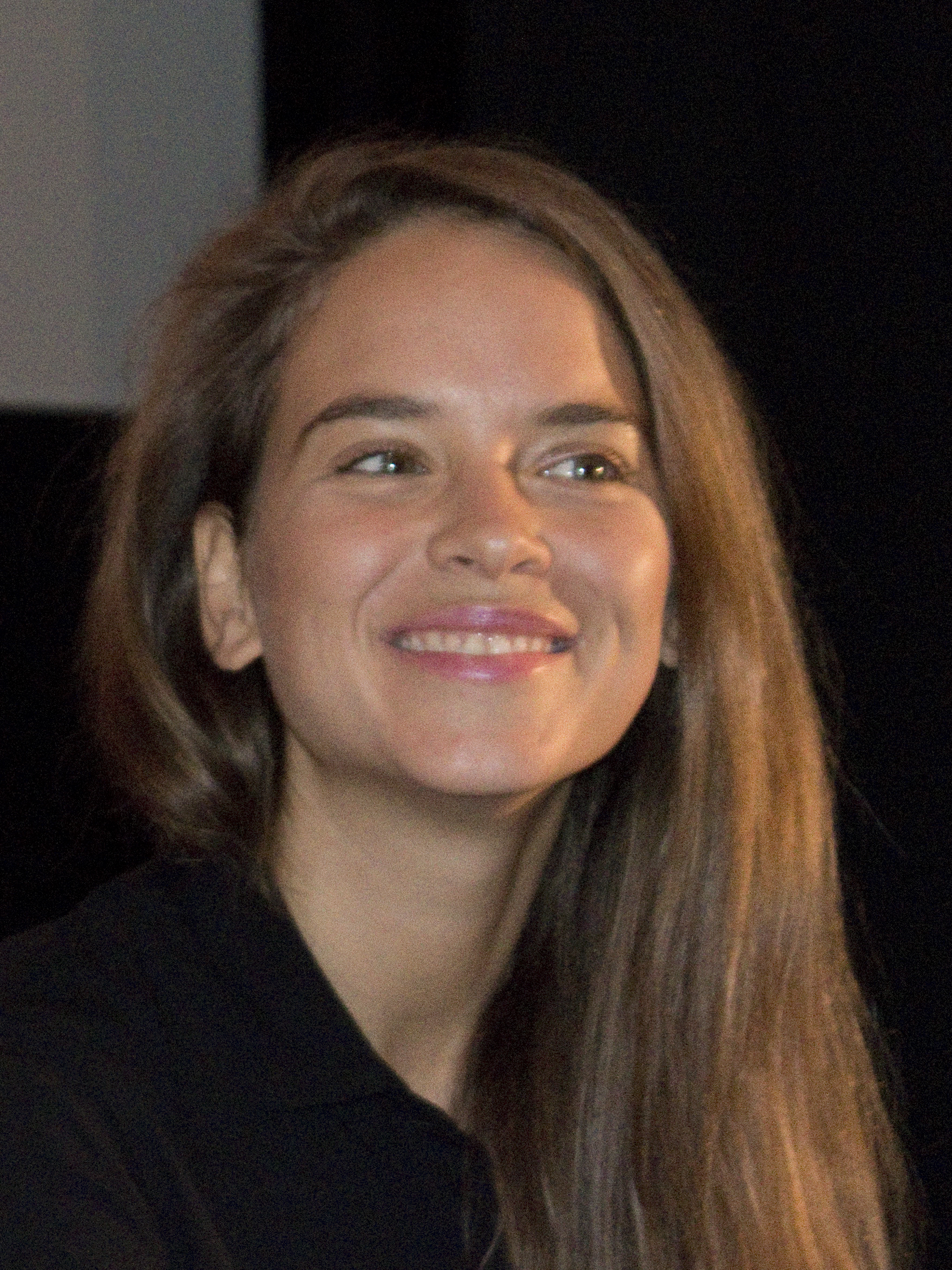
Kristína Svarinská im Jahr 2019

Kristína Svarinská (* 14. Mai 1989 in Bratislava, Tschechoslowakei) ist eine slowakische Schauspielerin.

## Leben
Kristína Svarinská wurde 1989 in Bratislava geboren. Ihr Vater ist der Produzent Peter Svarinsky, sie hat einen Bruder und eine Schwester. Sie besuchte in Bratislava das Sprachgymnasium, ist aber schon früh in das Schauspielgeschäft eingestiegen. Im Alter von elf Jahren spielte sie in dem 2002 veröffentlichten slowakischen Film Dážď padá na naše duše von Vlado Balco eine Hauptrolle. 2003 spielte sie in dem Film Treulose Spiele (Originaltitel Nevěrné hry), 2015 hatte sie eine Rolle in dem Märchenfilm Die sieben Raben (Originaltitel Sedmero krkavců). Sie spielte in einer ganzen Reihe von slowakischen Fernsehserien mit, hier unter anderem in der Serie Panelák, in der sie in knapp 250 Folgen auftrat, in Keby bolo keby, in Druhý dych oder in Kuchyňa.
Sie nahm 2010 am slowakischen Showdance-Wettbewerb teil und konnte den fünften Platz belegen.

## Filmografie
- 2002: Dážď padá na naše duše
- 2003: Treulose Spiele (Nevěrné hry)
- 2009–2010: Panelák
- 2009–2011: Keby bolo keby
- 2012: Druhý dych
- 2015: Die sieben Raben (Sedmero krkavců)
- 2018: Der arme Teufel und das Glück (Nejlepsí prítel)
- 2019: Kuchyňa